# Halecia acutipennis
Halecia acutipennis es una especie de escarabajo del género Halecia, familia Buprestidae. Fue descrita científicamente por Laporte & Gory en 1837.